# Saison 2016-2017 du Racing Club de Lens
Maillots
Chronologie
Saison précédente Saison suivante
La saison 2016-2017 du Racing Club de Lens, club de football professionnel français, est la 15e saison du club au sein de la Ligue 2, deuxième division française. Elle est la deuxième année consécutive en Ligue 2 après la descente du Racing en 2015.
Présidé par Gervais Martel avec le soutien des nouveaux actionnaires, Alain Casanova est l'entraîneur principal de l'équipe professionnelle, qui démarre officiellement sa saison le 29 juillet 2016 par un déplacement à Niort dans le cadre du championnat de Ligue 2.Pour la première rencontre à domicile de cette nouvelle saison au Stade Bollaert-Delelis le club a arraché le nul contre Tours Football Club.

## Effectif professionnel
L'effectif professionnel de la saison 2016-2017 du Racing Club de Lens, est entraîné par Alain Casanova et ses adjoints Thierry Uvenard et Denis Valour comporte neuf internationaux et dix joueurs formé au club. Jean-Claude Nadon, ancien gardien de but du LOSC notamment, peut compter lors de ses séances d'entraînement spécifique sur trois joueurs, Nicolas Douchez et les jeunes Valentin Belon et Jérémy Vachoux.
Les joueurs arrivés récemment sont Djiman Koukou, Mohamed Fofana, Abdellah Zoubir et Nicolas Douchez.
Note : Les numéros 12 et 17 ont été retirés par le club. En effet, le 12 représente le public lensois et le 17 le numéro que portait Marc-Vivien Foé, mort subitement le 26 juin 2003.

### Tableau des transferts
| Nom                   | Nationalité  | Poste          | Transfert    | Fin du contrat | Provenance/Destination           | Division                     |
| --------------------- | ------------ | -------------- | ------------ | -------------- | -------------------------------- | ---------------------------- |
| Arrivées              |              |                |              |                |                                  |                              |
| Alain Casanova        | France       | Entraîneur     | Transfert    | 2018           | -                                | -                            |
| Nicolas Douchez       | France       | Gardien de But | Transfert    | 2019           | Paris Saint-Germain              | Ligue 1                      |
| Abdellah Zoubir       | France       | Milieu         | Transfert    | 2018           | Fotbal Club Petrolul Ploiești    | Liga I                       |
| Djiman Koukou         | France       | Milieu         | Transfert    | 2018           | Chamois Niortais Football Club   | Ligue 2                      |
| Mohamed Fofana        | France       | Défenseur      | Transfert    | 2018           | Stade de Reims                   | Ligue 2                      |
| John Bostock          | Angleterre   | Milieu         | Transfert    | 2019           | Oud-Heverlee Louvain             | Jupiler Pro League           |
| Teddy Chevalier       | France       | Attaquant      | Transfert    | 2018           | Çaykur Rizespor                  | Super Lig                    |
| Abdelrafik Gérard     | France       | Milieu         | Transfert    | 2019           | Union sportive Créteil-Lusitanos | Ligue 2                      |
| Adama Guira           | Burkina Faso | Milieu         | Transfert    | 2018           | SønderjyskE                      | Superligaen                  |
| Kévin Fortuné         | France       | Attaquant      | Transfert    | 2019           | Avenir sportif Béziers           | National                     |
| Cristian Lopez        | France       | Attaquant      | Transfert    | 2019           | CFR Cluj                         | Liga I                       |
| Karim Hafez           | Égypte       | Défenseur      | Prêt         | 2017           | K Lierse SK                      | Jupiler Pro League           |
| Viktor Klonaridis     | Belgique     | Milieu         | Transfert    | 2019           | Panathinaïkos                    | Superleague Elláda           |
| Départs               |              |                |              |                |                                  |                              |
| Antoine Kombouaré     | France       | Entraîneur     | Transfert    | -              | EA Guingamp                      | Ligue 1                      |
| Pierrick Valdivia     | France       | Milieu         | Transfert    | 2018           | Saint-Trond VV                   | Jupiler Pro League           |
| Taylor Moore          | Angleterre   | Défenseur      | Transfert    | 2020           | Bristol City FC                  | Football League Championship |
| Aristote Madiani      | France       | Attaquant      | Prêt sans OA | 2017           | Paris FC                         | National                     |
| Lalaina Nomenjanahary | Madagascar   | Milieu         | Libre        | 2019           | Paris FC                         | National                     |
| Joris Delle           | France       | Gardien de but | Libre        | 2019           | NEC Nimègue                      | Eredivisie                   |
| Wylan Cyprien         | France       | Milieu         | Transfert    | 2019           | OGC Nice                         | Ligue 1                      |
| Pablo Chavarría       | Argentine    | Attaquant      | Transfert    | 2018           | Stade de Reims                   | Ligue 2                      |
| Jean-Philippe Gbamin  | France       | Défenseur      | Transfert    | 2020           | FSV Mayence 05                   | Bundesliga                   |

| Nom               | Nationalité               | Poste     | Transfert | Fin du contrat | Provenance/Destination | Division                |
| ----------------- | ------------------------- | --------- | --------- | -------------- | ---------------------- | ----------------------- |
| Arrivées          |                           |           |           |                |                        |                         |
| Habib Habibou     | République centrafricaine | Attaquant | Transfert | 2019           | Stade rennais          | Ligue 1                 |
| Kermit Erasmus    | Afrique du Sud            | Attaquant | Prêt      | 2017           | Stade rennais          | Ligue 1                 |
| Daniel Opare      | Ghana                     | Défenseur | Prêt      | 2017           | FC Augsbourg           | Bundesliga              |
| Thomas Ephestion  | France                    | Attaquant | Transfert | 2019           | Avenir sportif Béziers | National                |
| Départs           |                           |           |           |                |                        |                         |
| Viktor Klonaridis | Belgique                  | Milieu    | Prêt      | 2017           | Panathinaïkos          | Superleague Elláda      |
| Patrick Olsen     | Danemark                  | Milieu    | Transfert | 2020           | Grasshopper            | Raiffeisen Super League |
| Simon Banza       | France                    | Attaquant | Prêt      | 2017           | AS Béziers             | National                |
| Loïck Landre      | France                    | Défenseur | Transfert | 2019           | Genoa CFC              | Série A                 |

## Matchs amicaux

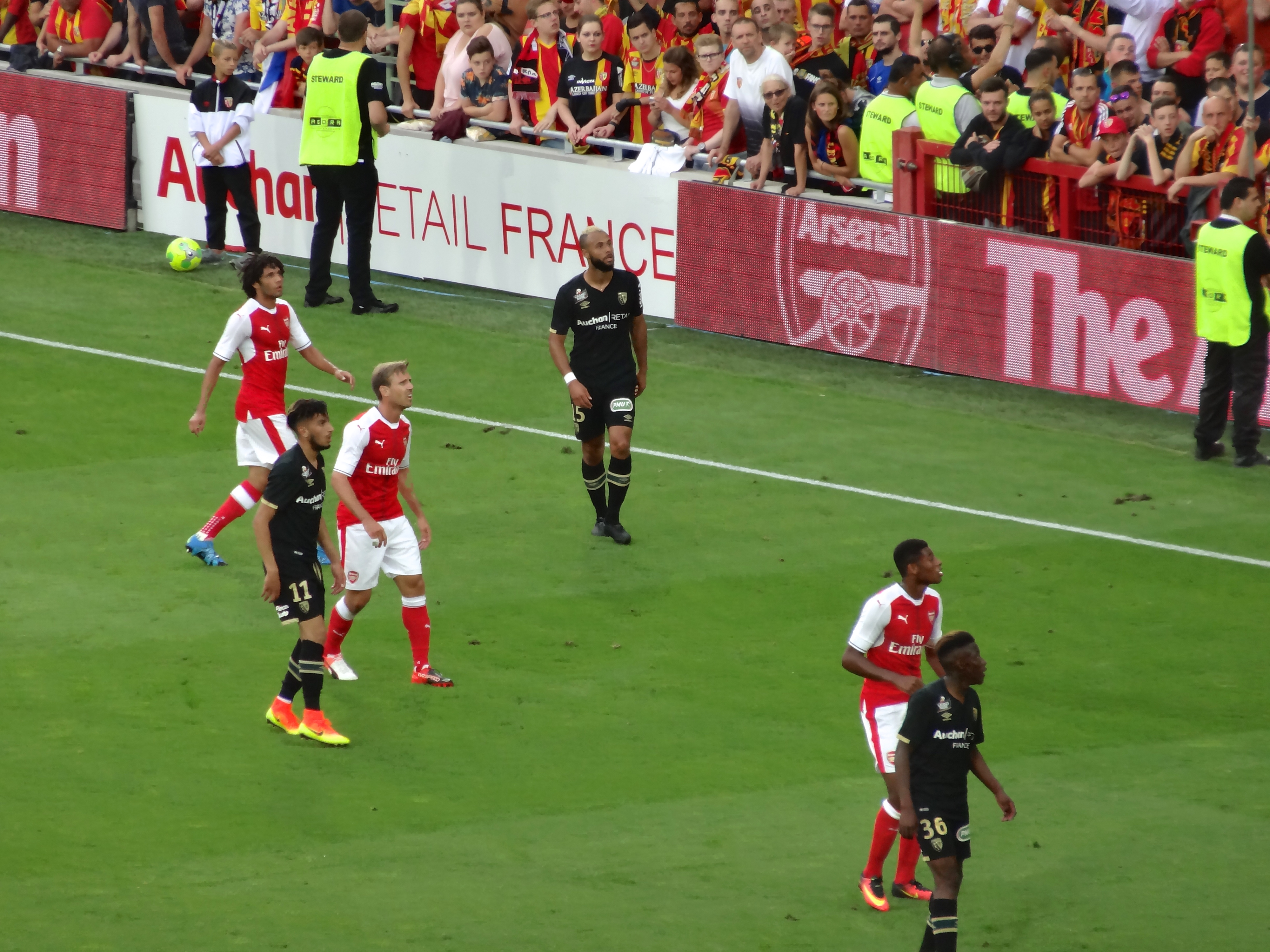
Lens / Arsenal (1-1) devant 30149 spectateurs.

| Date             | Horaire | TV          | Adversaire                | Lieu             | Score | Buteur(s) du RCL                           | Buteur(s) adverse      | Affluence          | Lien |
| ---------------- | ------- | ----------- | ------------------------- | ---------------- | ----- | ------------------------------------------ | ---------------------- | ------------------ | ---- |
| 2 juillet 2016   | 18 h    | –           | Sélection régionale       | Le Touquet       | 1-0   | Koukou 70e                                 | -                      | Inconnue           |      |
| 6 juillet 2016   | 18 h    | –           | Sélection locale          | Le Touquet       | 4-0   | Zoubir 3e 39e · Gbamin 53e · Chouiar 79e   | -                      | Inconnue           |      |
| 9 juillet 2016   | 18 h    | –           | ES Troyes AC              | Soissons         | 0-0   | -                                          | -                      | Inconnue           |      |
| 13 juillet 2016  | 18 h 30 |             | Waasland-Beveren          | Douai            | 2-1   | Zoubir 48e · Scaramozzino 74e              | Olivier Myny 57e       | 705 spectateurs    |      |
| 16 juillet 2016  | 17 h    |             | US Boulogne CO            | Boulogne-sur-Mer | 1-1   | Chouiar 85e                                | Grégory Thil 9e        | inconnue           |      |
| 22 juillet 2016  | 20 h    | SFR Sport 2 | Arsenal FC                | Lens             | 1-1   | Autret 28e                                 | Oxlade-Chamberlain 82e | 30 149 spectateurs |      |
| 21 décembre 2016 | 20 h    |             | Difaâ Hassani d'El Jadida | Lens             | 2-4   | Klonaridis 24e 28e · Banza 60e · Lopez 79e |                        |                    |      |

## Championnat de Ligue 2

### Matchs aller
| Date                       | Horaire | TV                | Adversaire                        | Lieu                      | Score | Buteur(s) du RCL                        | Buteur(s) adverse             | Affluence          | Lien |
| -------------------------- | ------- | ----------------- | --------------------------------- | ------------------------- | ----- | --------------------------------------- | ----------------------------- | ------------------ | ---- |
| Vendredi 29 juillet 2016   | 20 h 0  | beIN sports 2     | Chamois niortais Football Club    | Stade René-Gaillard       | 0 - 0 | //                                      | //                            | 5 067 spectateurs  |      |
| Vendredi 5 août 2016       | 20 h 0  | Canal + sport     | Tours Football Club               | Stade Bollaert-Delelis    | 2 - 2 | Bourigeaud 12e Fortuné 92e              | Malfleury 40e Maouche 54e     | 26 141 spectateurs |      |
| Lundi 15 août 2016         | 20 h 30 | Canal + sport     | Nîmes Olympique                   | Stade des Costières       | 0 - 2 | Fortuné 16e Bostock 53e                 | //                            | 8 045 spectateurs  |      |
| Samedi 20 août 2016        | 15 h 0  | beIN sports 1     | Amiens Sporting Club              | Stade Bollaert-Delelis    | 0 - 1 | //                                      | Tinhan 36e                    | 29 585 spectateurs |      |
| Vendredi 26 août 2016      | 20 h 0  | beIN Sports 2     | Espérance sportive Troyes         | Stade de l'Aube           | 1 - 1 | Bostock 8e                              | Darbion 60e                   | 7 839 spectateurs  |      |
| Vendredi 9 septembre 2016  | 20 h 0  | beIN Sports Max 9 | Bourg-en-Bresse Péronnas          | Stade Bollaert-Delelis    | 1 - 1 | Perradin csc 56e                        | Heinry 61e                    | 25 587 spectateurs |      |
| Vendredi 16 septembre 2016 | 20 h 0  | beIN Sports Max 5 | Clermont Foot                     | Stade Gabriel-Montpied    | 1 - 1 | Zoubir 56e                              | Lopy 75e                      | 3 888 spectateurs  |      |
| Mardi 20 septembre 2016    | 21 h 0  | beIN Sports 1     | Union sportive Orléans            | Stade Bollaert-Delelis    | 4 - 2 | Bostock 31e 54e Lopez 65eCvetinović 74e | Aholou 9e N'Goma 40e          | 26 122 spectateurs |      |
| Samedi 24 septembre 2016   | 15 h 0  | beIN Sports 1     | Valenciennes Football Club        | Stade du Hainaut          | 1 - 2 | Fortuné 11e Bourigeaud 93e              | Da Costa 31e                  | 15 323 spectateurs |      |
| Vendredi 30 septembre 2016 | 20 h 0  | beIN Sports 2     | Red Star Football Club            | Stade Bollaert-Delelis    | 2 - 0 | Lopez 34eBostock 47e                    | //                            | 26 112 spectateurs |      |
| Lundi 17 octobre 2016      | 20 h 30 | Canal+ Sport      | Football Club Sochaux-Montbéliard | Stade Auguste-Bonal       | 1 - 0 | //                                      | Cvetinović csc 22e            | 10 179 spectateurs |      |
| Samedi 22 octobre 2016     | 15 h 0  | beIN Sports 1     | Stade de Reims                    | Stade Bollaert-Delelis    | 1 - 1 | Klonadiris 84e                          | Baldé 53e                     | 33 206 spectateurs |      |
| Lundi 31 octobre 2016      | 20 h 30 | Canal+ Sport      | Stade brestois 29                 | Stade Francis-Le Blé      | 1 - 2 | Cvetinović 23eLopez 72e                 | Maupay 38e                    | 12 502 spectateurs |      |
| Lundi 7 novembre 2016      | 20 h 30 | Canal+ Sport      | Athletic Club ajaccien            | Stade Bollaert-Delelis    | 1 - 1 | Fortuné 71e                             | Madri 84e                     | 24 244 spectateurs |      |
| Vendredi 18 novembre 2016  | 20 h 0  | beIN Sports 3     | AJ Auxerre                        | Stade de l'Abbé-Deschamps | 1 - 1 | Lopez 40e                               | Courtet 80e                   | 5 966 spectateurs  |      |
| Vendredi 25 novembre 2016  | 20 h 0  | beIN Sports 2     | Le Havre AC                       | Stade Bollaert-Delelis    | 1 - 0 | Lopez 52e                               |                               | 24 297 spectateurs |      |
| Mardi 29 novembre 2016     | 21 h 0  | beIN Sports Max 6 | Stade Lavallois                   | Stade Francis-Le-Basser   | 0 - 1 | Fortuné 45+1e                           |                               | 4 786 spectateurs  |      |
| Samedi 10 décembre 2016    | 15 h 0  | beIN sports 1     | Racing Club de Strasbourg Alsace  | Stade de la Meinau        | 3 - 1 | Lopez 78e (pen.)                        | Grimm 9e Bahoken 31e Seka 70e | 22 062 spectateurs |      |
| Samedi 17 décembre 2016    | 15 h 0  | beIN sports 1     | Gazélec FC Ajaccio                | Stade Bollaert-Delelis    | 2 - 1 | Mombris 13e (csc) Fortuné 77e           | Court 27e                     | 26 460 spectateurs |      |

### Matchs retour
| Date                     | Horaire | TV                          | Adversaire                               | Lieu                       | Score | Buteur(s) du RCL                                                   | Buteur(s) adverse                     | Affluence          | Lien        |
| ------------------------ | ------- | --------------------------- | ---------------------------------------- | -------------------------- | ----- | ------------------------------------------------------------------ | ------------------------------------- | ------------------ | ----------- |
| Vendredi 13 janvier 2017 | 20 h 0  | beIN sports max 10          | Tours Football Club                      | Stade de la Vallée du Cher | 2 - 3 | Zoubir 21e Lopez 44e Zedadka 90+4e                                 | Clémence 80e Louvion 87e              | 5 021 spectateurs  |             |
| Samedi 21 janvier 2017   | 15 h 0  | beIN sports 1               | Nîmes Olympique                          | Stade Bollaert-Delelis     | 1 - 3 | Gérard 88e                                                         | Briançon 32e Sissoko 38e Savanier 66e | 23 026 spectateurs |             |
| Samedi 28 janvier 2017   | 15 h 0  | beIN sports 1               | Amiens Sporting Club                     | Stade de la Licorne        | 2 - 1 | Lopez 19e (pen.)                                                   | Mamilonne 90eKamara 90+2e             | 11 927 spectateurs |             |
| Vendredi 3 février 2017  | 20 h 0  | beIN sports max 5           | Espérance sportive Troyes Aube Champagne | Stade Bollaert-Delelis     | 0 - 0 | //                                                                 | //                                    | 21 398 spectateurs |             |
| Mardi 8 février 2017     | 21 h 0  | beIN sports max 6           | Bourg-en-Bresse Péronnas                 | Stade Marcel Verchère      | 0 - 0 | //                                                                 | //                                    | 3 433 spectateurs  |             |
| Lundi 13 février 2017    | 20 h 45 | Canal+ Sport                | Clermont Foot 63                         | Stade Bollaert-Delelis     | 3 - 1 | Fortuné 61eZoubir 71eAutret 88e                                    | Inglésias 50e                         | 25 652 spectateurs |             |
| Lundi 20 février 2017    | 20 h 45 | Canal+ Sport                | US Orléans                               | Stade de la Source         | 2 - 1 | Habibou 89e                                                        | Nabab 52eZiani 83e (pen.)             | 6 168 spectateurs  |             |
| Samedi 25 février 2017   | 15 h 0  | beIN sports 1               | Valenciennes FC                          | Stade Bollaert-Delelis     | 2 - 0 | Cvetinović 59eAutret 64e                                           | //                                    | 35 250 spectateurs |             |
| Vendredi 3 mars 2017     | 20 h 0  | beIN sports 2               | Red Star FC                              | Stade Jean-Bouin (Paris)   | 2 - 3 | Bourigeaud 51eHabibou 87eLopez 90+2e                               | Ngamukol 32eSane 81e                  | 10 874 spectateurs |             |
| Lundi 13 mars 2017       | 20 h 45 | Canal+ Sport                | FC Sochaux-Montbéliard                   | Stade Bollaert-Delelis     | 2 - 1 | Habibou 84eCvetinović 87e                                          | Ogier 69e                             | 28 136 spectateurs |             |
| Samedi 18 mars 2017      | 15 h 0  | beIN sports 1               | Stade de Reims                           | Stade Auguste-Delaune      | 0 - 2 | Jeanvier CSC 50eZoubir 69e                                         | //                                    | 18 492 spectateurs |             |
| Samedi 1er avril 2017    | 15 h 0  | beIN sports 1               | Stade brestois 29                        | Stade Bollaert-Delelis     | 0 - 2 | //                                                                 | Battocchio 34eJoseph-Monrose 90+4e    | 37 515 spectateurs |             |
| Lundi 10 avril 2017      | 20 h 45 | Canal+ Sport                | AC Ajaccio                               | Stade François-Coty        | 3 - 6 | Habibou 7e 73e (pen.)Ephestion 25e 45eFortuné 35e (pen.)Gérard 39e | Frikeche 39eSainati 32eGakpa 45+1e    | 3 624 spectateurs  |             |
| Samedi 15 avril 2017     | 15 h 0  | beIN sports 1               | AJ Auxerre                               | Stade Bollaert-Delelis     | 0 - 1 | //                                                                 | Mathis 42e                            | 34 288 spectateurs |             |
| Lundi 24 avril 2017      | 20 h 45 | Canal+ Sport                | Le Havre AC                              | Stade Océane               | 1 - 0 | //                                                                 | Ferhat 26e                            | 9 862 spectateurs  | havre-lens/ |
| Lundi 1er mai 2017       | 20 h 45 | Canal+ Sport                | Stade Lavallois                          | Stade Bollaert-Delelis     | 2 - 0 | Lopez 85e 90+4e                                                    | //                                    | 28 162 spectateurs |             |
| Lundi 8 mai 2017         | 20 h 45 | Canal+ Sport                | RC Strasbourg                            | Stade Bollaert-Delelis     | 1 - 1 | Lala 66e (pen.)                                                    | Boutaïb 69e                           | 38 003 spectateurs |             |
| Vendredi 12 mai 2017     | 20 h 30 | Canal+ Sport, beIN sports 1 | Gazélec Ajaccio                          | Stade Ange Casanova        | 0 - 4 | Habibou 7e 15eLopez 42e (pen.) 70e 88e                             | //                                    | 3 363 spectateurs  |             |
| Vendredi 19 mai 2017     | 20 h 30 | Canal+ Sport, beIN sports 1 | Chamois niortais                         | Stade Bollaert-Delelis     | 3 - 1 | Erasmus 7eLopez 15e 90+2e                                          | Dona Ndoh 58e (pen.)                  | 37 700 spectateurs |             |

### Classement
| Rang | Équipe             | Pts | J  | G  | N  | P  | Bp | Bc | Diff | Promotion ou relégation |
| ---- | ------------------ | --- | -- | -- | -- | -- | -- | -- | ---- | ----------------------- |
| 2    | Amiens SC P (P)    | 66  | 38 | 19 | 9  | 10 | 56 | 38 | +18  | Promotion en Ligue 1    |
| 3    | ES Troyes AC R (Q) | 66  | 38 | 19 | 9  | 10 | 59 | 43 | +16  | Barrage de promotion    |
| 4    | RC Lens            | 65  | 38 | 18 | 11 | 9  | 59 | 40 | +19  |                         |
| 5    | Stade brestois 29  | 65  | 38 | 19 | 8  | 11 | 58 | 44 | +14  |                         |
| 6    | Nîmes Olympique    | 64  | 38 | 17 | 13 | 8  | 58 | 40 | +18  |                         |

## Coupe de la Ligue
| Date               | Horaire | TV           | Adversaire          | Lieu                   | Score         | Buteur(s) du RCL                    | Buteur(s) adverse | Affluence          | Lien |
| ------------------ | ------- | ------------ | ------------------- | ---------------------- | ------------- | ----------------------------------- | ----------------- | ------------------ | ---- |
| Mardi 9 août 2016  | 18 h 30 | Foot+        | AC Ajaccio          | Stade Bollaert-Delelis | 3 - 0         | Bostock 26e Fortuné 49e Fortuné 78e | // //             | 15 568 spectateurs |      |
| Mardi 23 août 2016 | 18 h 30 | Canal+ Sport | Paris Football Club | Stade Bollaert-Delelis | 0 - 0 TAB 6/7 | //                                  | //                | 15 182 spectateurs |      |

Le Racing club de Lens est éliminé au 2e tour de la coupe de la ligue par Paris FC aux tirs au but (6-7). Le club rentrera en lice au 7e tour de la coupe de France.

## Coupe de France
| Date                     | Horaire | TV                      | Adversaire          | Lieu                    | Score | Buteur(s) du RCL                     | Buteur(s) adverse | Affluence          | Lien |
| ------------------------ | ------- | ----------------------- | ------------------- | ----------------------- | ----- | ------------------------------------ | ----------------- | ------------------ | ---- |
| Samedi 12 novembre 2016  | 19 h 30 |                         | Olympique Marcquois | Stadium Lille Métropole | 3 - 0 | Bourigeaud 66e Zoubir 71e Zoubir 91e | // //             |                    |      |
| Dimanche 4 décembre 2016 | 13 h 45 |                         | ES Wasquehal        | Stade Bollaert-Delelis  | 2 - 0 | Klonaridis 30e Banza 65e             | // //             |                    |      |
| Dimanche 8 janvier 2017  | 14 h 15 | France 3 Régions        | FC Metz             | Stade Bollaert-Delelis  | 2 - 0 | Bourigeaud 63e Lopez 90e             | // //             | 15 964 spectateurs |      |
| Mardi 31 janvier 2017    | 18 h 0  | Eurosport 2 (multiplex) | FC Bergerac         | Stade de Campréal       | 2 - 0 | //                                   | // //             |                    |      |

## Records
- Après dix journées Lens est en tête, ex æquo avec le club Stade brestois 29 pour le plus grand nombre de buts marqués avec 15 buts.
- Six rencontres d'affilée sans avoir la moindre défaite, lors de la première partie du championnat.
- Lors de la première saison seuls trois clubs ont tenu leur invincibilité contre les sang et or (Football Club Sochaux-Montbéliard, Amiens Sporting Club et Chamois niortais).
- 37 700 spectateurs la plus grande affluence contre le Chamois niortais Football Club (record en ligue 2).
- De la 21e journée jusqu'à la 24e journée Lens n'a pas su réussir à obtenir une victoire.
- Près de cinq mille supporters lensois ont fait le déplacement à Valenciennes au Stade du Hainaut (Record en ligue 2).
- Lens s'impose 3-6 contre l'AC Ajaccio, plus grande victoire à l'extérieur pour le club durant la saison 2016-2017.
- Cristian Lopez finit meilleur buteur du club avec 17 buts toutes compétitions confondues dont 16 buts en championnat.
- Abdellah Zoubir finit meilleur passeur du club avec 8 buts toutes compétitions confondues dont 8 en championnat.

## Partenaires et sponsors
Deux nouveaux partenaires ont signé un contrat avec le Racing Club de Lens, le premier est Auchan Retail France, le deuxième est PMU, le premier apparaît sur le devant du maillot en tant que partenaire principal, le second est quant à lui partenaire officiel sur le short. Café Grand'Mère apparaît au-dessus du logo Umbro (équipementier du club), Just mutuelle apparaît en haut de la manche gauche.Dans le Stade Bollaert-Delelis on peut voir les panneaux publicités Gamm Vert, Artémis Group et Conseil départemental du Pas-de-Calais